# Lophuromys sikapusi
Lophuromys sikapusi is een knaagdier uit het geslacht Lophuromys dat voorkomt in West- en Midden-Afrika van Sierra Leone tot de Centraal-Afrikaanse Republiek en Congo-Brazzaville. Deze soort behoort tot het ondergeslacht Lophuromys en is daarbinnen verwant aan L. ansorgei en L. angolensis, die tot 1997 en 2000 in L. sikapusi werden geplaatst. De kop-romplengte bedraagt 105 tot 140 mm, de staartlengte 57 tot 85 mm, de achtervoetlengte 20 tot 26 mm, de oorlengte 15 tot 20 mm, het gewicht 46 tot 89 g en de schedellengte 294 tot 330 mm. Het dier heeft 60 chromosomen.